# Championnat IMSA GT
Le championnat IMSA GT était un championnat de sport-prototypes nord-américain, organisé par l'International Motor Sports Association (IMSA). Les courses avaient lieu aux États-Unis, et parfois au Canada. 
Ce championnat a été disputé de 1971 à 1998, et fut remplacé à partir de 1999 par l'American Le Mans Series (ALMS), à la suite du partenariat développé l'entre l'IMSA et l'Automobile Club de l'Ouest. 
Y ont notamment été comptabilisées en endurance les 12 Heures de Sebring (1973 à 1997), les 24 Heures de Daytona (1975 à 1997), les 6 Heures de Mosport (entre 1975 et 1998), les 24 Heures du Mans (entre 1976 et 1994), les 6 Heures de Riverside (entre 1975 et 1987) et les 6 Heures de Watkins Glen (entre 1984 et 1999).

## Historique
La série a été fondée en 1969 par John et Peggy Bishop, et Bill France Sr. Les courses ont débuté en 1971 et étaient initialement destinées à deux catégories de stock-cars de la FIA  : les classes GT (Groupes 3 et 4) et tourisme (Groupes 1 et 2). La première course a eu lieu au Virginia International Raceway ; ce fut un succès inattendu, tant auprès des pilotes que de la poignée de spectateurs présents.
Pour l'année suivante, John Bishop a fait appel au sponsor RJ Reynolds et, en 1975, a introduit une nouvelle catégorie : All American Grand Touring (AAGT). En 1977, la série connaît une série de changements majeurs. L'IMSA a autorisé pour la première fois les voitures turbocompressées à concourir, et a également introduit une nouvelle catégorie : GTX, basée sur les règles du Groupe 5. En 1981, après que Bishop ait décidé de ne pas suivre les nouvelles spécification du Groupe C de la FIA , il a introduit la classe GTP pour les prototypes sportifs 

## Catégorie
- Sport-Prototype
  - GTX (Grand Touring Experimental) : similaires Groupe 5 de la FIA (1978-1981)
  - GTP (Grand Touring Prototypes) : similaires Groupe C de la FIA (1982-1993)
  - WSC (World Sport Car) (1993-1998)

- Grand Tourisme 
  - GTO (Grand Touring over [2.5L]) : Voiture GT avec des moteurs 2,5L ou plus (1971-1994)
  - GTU (Grand Touring under [2.5L]) : Voiture GT avec des moteurs de moins de 2,5L (1971-1994)
  - GTS (Grand Touring Supreme) (1992-1998)

## Épreuves phares
- 24 Heures de Daytona
- 12 Heures de Sebring

## Palmarès
| Saison | Pilotes               | Voiture       | Pilotes                    | Voiture       | Pilotes                    | Voiture       |
| Saison | Catégorie GTX         | Catégorie GTX | Catégorie GTO              | Catégorie GTO | Catégorie GTU              | Catégorie GTU |
| ------ | --------------------- | ------------- | -------------------------- | ------------- | -------------------------- | ------------- |
| 1971   | Non décerné           | Non décerné   | Dave Heinz                 | Chevrolet     | Peter Gregg Hurley Haywood |               |
| 1972   | Non décerné           | Non décerné   | Phil Currin                | Chevrolet     | Hurley Haywood             |               |
| 1973   | Non décerné           | Non décerné   | Peter Gregg                | Porsche       | Bob Bergstrom              |               |
| 1974   | Non décerné           | Non décerné   | Peter Gregg                | Porsche       | Walt Maas                  |               |
| 1975   | Non décerné           | Non décerné   | Peter Gregg                | Porsche       | Bob Sharp                  |               |
| 1976   | Non décerné           | Non décerné   | Al Holbert                 | Porsche       | Brad Frisselle             |               |
| 1977   | Non décerné           | Non décerné   | Al Holbert                 | Porsche       | Walt Maas                  |               |
| 1978   | Peter Gregg           | Porsche       | Dave Cowart                |               | Dave White                 |               |
| 1979   | Peter Gregg           | Porsche       | Howard Meister             |               | Don Devendorf              |               |
| 1980   | John Fitzpatrick      | Porsche       | Luis Mendez                |               | Walt Bohren                |               |
| 1981   | Brian Redman          | Porsche       | Dave Cowart                |               | Len Mueller                |               |
| GTP    | GTP                   | GTP           | GTO                        | GTO           | GTU                        | GTU           |
| 1982   | John Paul Jr.         | Porsche       | Don Devendorf              |               | Jim Downing                |               |
| 1983   | Al Holbert            | Porsche       | Wayne Baker                |               | Roger Mandeville           |               |
| 1984   | Randy Lanier          | Chevrolet     | Roger Mandeville           |               | Jack Baldwin               |               |
| 1985   | Al Holbert            | Porsche       | John Jones                 |               | Jack Baldwin               |               |
| 1986   | Al Holbert            | Porsche       | Scott Pruett               |               | Tommy Kendall              |               |
| 1987   | Chip Robinson         | Porsche       | Chris Cord                 |               | Tommy Kendall              |               |
| 1988   | Geoff Brabham         | Nissan        | Scott Pruett               |               | Tommy Kendall              |               |
| 1989   | Geoff Brabham         | Nissan        | Pete Halsmer               |               | Bob Leitzinger             |               |
| 1990   | Geoff Brabham         | Nissan        | Dorsey Schroeder           |               | Lance Stewart              |               |
| 1991   | Geoff Brabham         | Nissan        | Pete Halsmer               |               | John Fergus                |               |
| 1992   | Juan Manuel Fangio II | Toyota        | Irv Hoerr                  |               | David Loring               |               |
| 1993   | Juan Manuel Fangio II | Toyota        | Charles Morgan             |               | Butch Leitzinger           |               |
| WSC    | WSC                   | WSC           | GTS / GTS-1                | GTS / GTS-1   | GTU / GTS-2                | GTU / GTS-2   |
| 1994   | Wayne Taylor          | Oldsmobile    | Steve Millen               |               | Jim Pace                   |               |
| 1995   | Fermín Vélez          | Ferrari       | Irv Hoerr                  |               | Jorge Trejos               |               |
| 1996   | Wayne Taylor          | Oldsmobile    | Irv Hoerr                  |               | Larry Schumacher           |               |
| 1997   | Butch Leitzinger      | Ford          | Andy Pilgrim               |               | Larry Schumacher           |               |
| 1998   | Butch Leitzinger      | Ferrari       | Andy Wallace David Brabham |               | Larry Schumacher           |               |

## Galerie

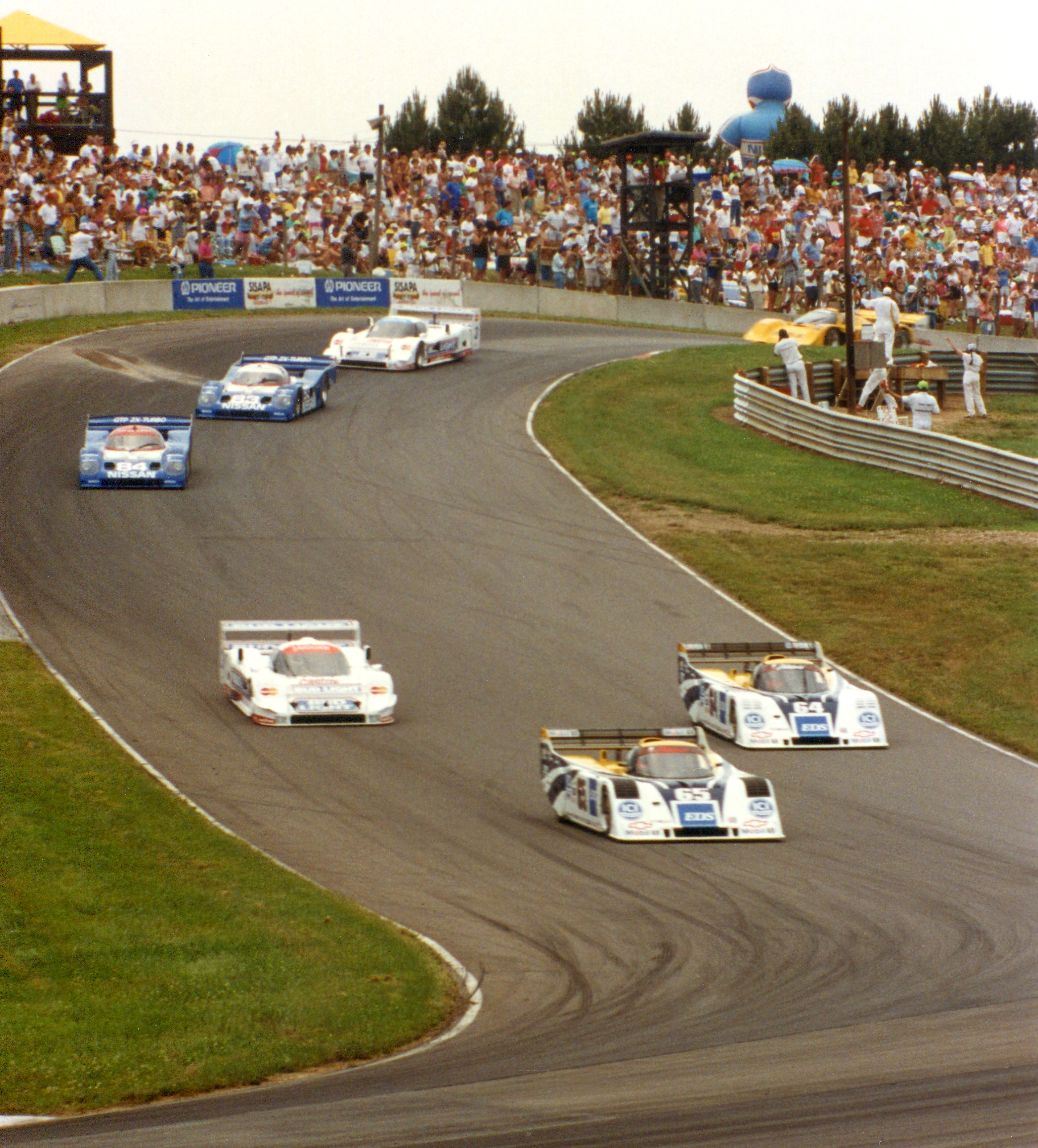
Voitures Sport de catégorie GTP à Lexington, en 1991.
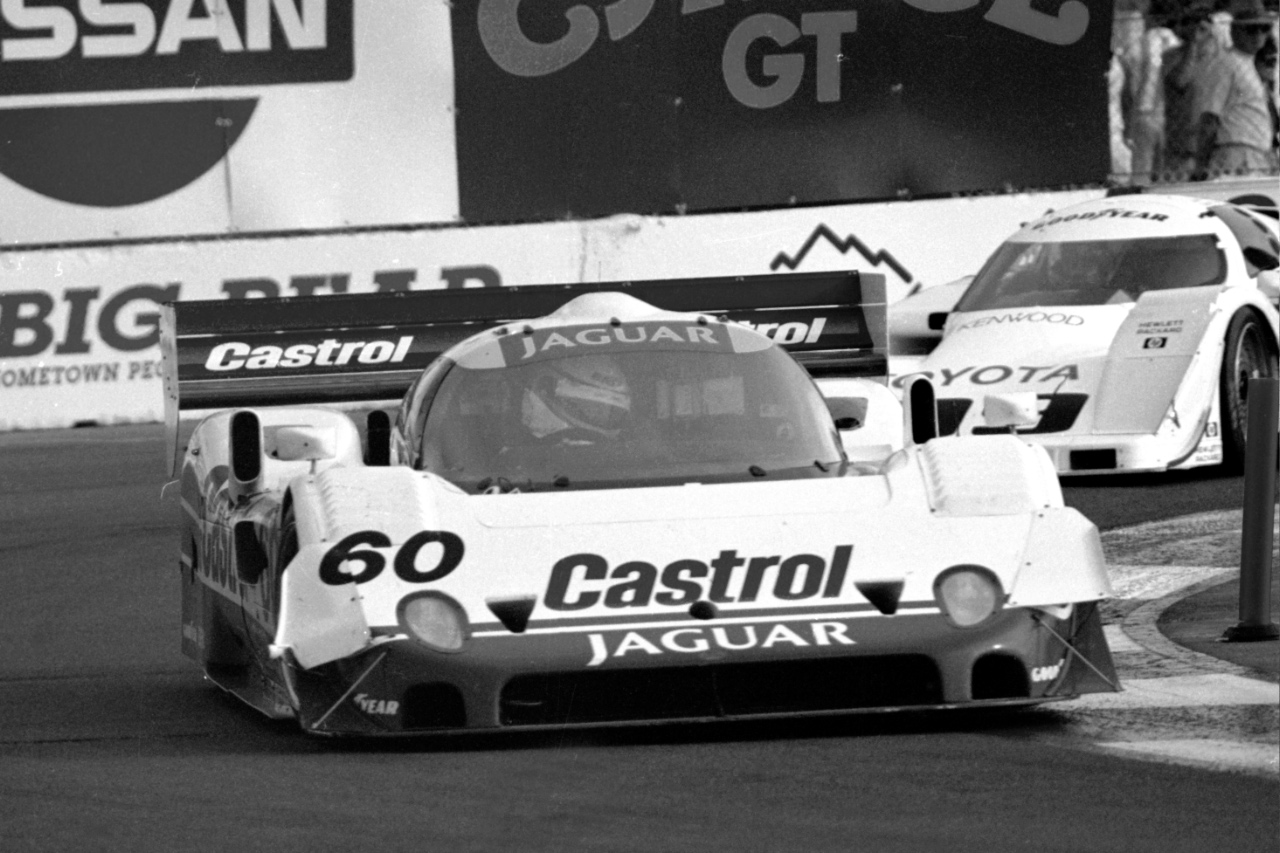
Une Jaguar XJR-10 (GTP) à Del Mar, en 1990.
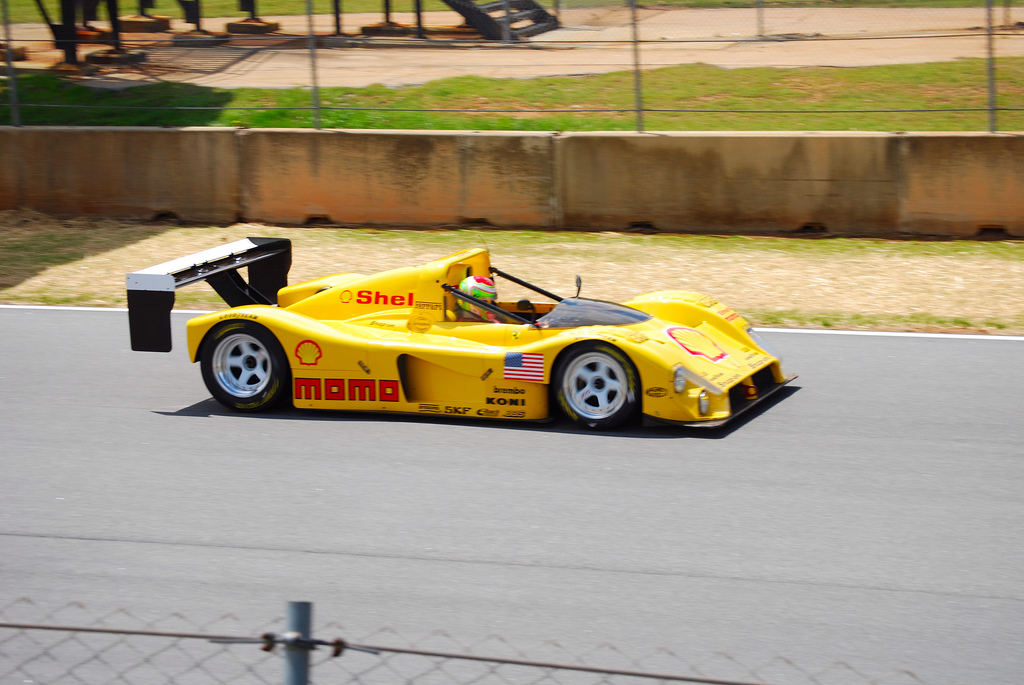
Une Ferrari 333 SP WSC.
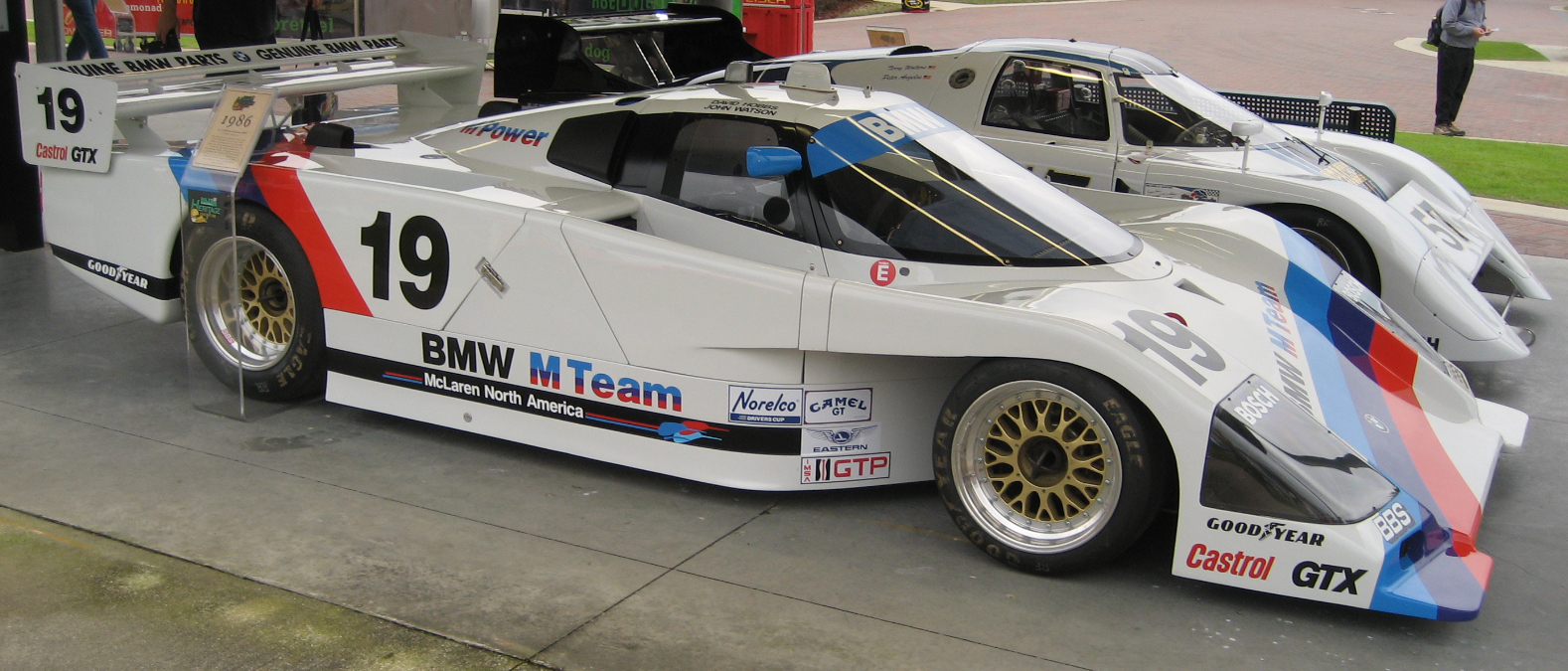
Une March-BMW GTP.